# International eSports Federation

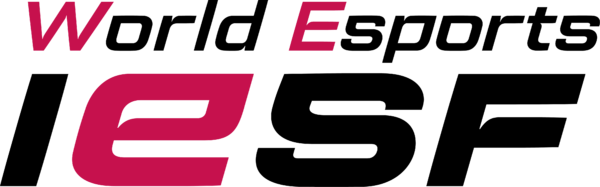
Logo der IESF

Die International ESports Federation (kurz: IESF) wurde am 11. August 2008 von 9 nationalen E-Sport Verbänden während des E-Sports Symposium 2008 in Busan (Südkorea) gegründet. Sie setzt sich nach eigenen Angaben kulturübergreifend für die Verbreitung und Anerkennung von E-Sport sowie für die Einführung von Regelungen im E-Sport ein. 2009 fand die erste Weltmeisterschaft der IESF statt. 
Derzeitiger Präsident (Stand: Juni 2024) ist Faisal bin Bandar bin Sultan Al Saud, ein Mitglied der Saudi-Dynastie.

## Mitgliedstaaten
Gründungsmitglieder sind die nationalen E-Sport-Verbände von Belgien, Dänemark, Deutschland, Niederlande, Österreich, Schweiz, Südkorea, Taiwan und Vietnam (9 Staaten). Die Mitgliederzahl war bis Oktober 2020 auf 87 angewachsen. Stand Juni 2024 hat sie 114 Mitglieder.

## IeSF World Championship (Weltmeisterschaft)
Seit 2008 werden Wettkämpfe im Namen der IESF ausgetragen. Seit 2009 trägt die International eSports Federation eigene Weltmeisterschaften aus. Die bei den World Championships ausgetragenen Disziplinen wechseln regelmäßig. Sie umfassen unter anderem Echtzeit-Strategiespiele, Sportsimulationen oder Kampfspiele. Seit 2013 sind Turniere nur für Frauen Teil des Programms.
Neben den Siegern in den einzelnen Disziplinen wurde bei einigen Auflagen am Ende der Weltmeisterschaft über ein Punkteranking disziplinübergreifend die Siegernation der jeweiligen WM ermittelt.
| Event                                                       | Austragungsort | Disziplin                       | Preisgeld    | 1. Platz                      | 2. Platz                              | 3. Platz                           |
| ----------------------------------------------------------- | -------------- | ------------------------------- | ------------ | ----------------------------- | ------------------------------------- | ---------------------------------- |
| IeSF Challenge 2009                                         | Taebaek        | FIFA Online                     | unbekannt    | Korea Sud                     | Rumänien                              | Korea Sud                          |
| IeSF Challenge 2009                                         | Taebaek        | WarCraft 3                      | unbekannt    | Su „suhO“ Hao                 | Lee „Check“ Hyung-joo                 | Thomas „ThomasG“ Glinski           |
| IeSF Grand Final 2010                                       | Daegu          | FIFA Online 2                   | unbekannt    | ?                             | ?                                     | ?                                  |
| IeSF Grand Final 2010                                       | Daegu          | WarCraft 3                      | unbekannt    | Yoon „SocceR“ Duk-man         | Manuel „Grubby“ Schenkhuizen          | Ilya „KemPeR“ Babushkin            |
| 3. IeSF World Championship 2011                             | Andong         | Alliance of Valiant Arms        | ₩ 20,000,000 | Korea Sud                     | ?                                     | ?                                  |
| 3. IeSF World Championship 2011                             | Andong         | FIFA Online 2                   | –            | Korea Sud                     | Rumänien                              | ?                                  |
| 3. IeSF World Championship 2011                             | Andong         | StarCraft II                    | –            | Jeffrey „SjoW“ Brusi          | Manuel „Grubby“ Schenkhuizen          | Andrei „DeathAngel“ Nodea          |
| 3. IeSF World Championship 2011                             | Andong         | Nationenwertung                 | ₩ 30,000,000 | Schweden                      | Südkorea                              | Rumänien                           |
| 4. IeSF World Championship 2012                             | Cheonan        | Alliance of Valiant Arms        | ₩ 20,000,000 | Korea Sud                     | ?                                     | ?                                  |
| 4. IeSF World Championship 2012                             | Cheonan        | StarCraft II                    | ₩ 5,000,000  | Philipp „monchi“ Simon        | Silviu „NightEnD“ Lazar               | Artem „Verdi“ Avramenko            |
| 4. IeSF World Championship 2012                             | Cheonan        | Tekken Tag Tournament 2         | ₩ 5,000,000  | Korea Sud                     | ?                                     | ?                                  |
| 4. IeSF World Championship 2012                             | Cheonan        | Nationenwertung                 | unbekannt    | Südkorea                      | Österreich                            | Rumänien                           |
| 5. IeSF World Championship 2013                             | Bukarest       | Alliance of Valiant Arms        | unbekannt    | Korea Sud                     | ?                                     | Schweden                           |
| 5. IeSF World Championship 2013                             | Bukarest       | League of Legends               | unbekannt    | Südkorea                      | Niederlande                           | Spanien                            |
| 5. IeSF World Championship 2013                             | Bukarest       | StarCraft II (Damen)            | unbekannt    | Madeleine „MaddeLisk“ Leander | Virginie „Akane“ Le                   | Kaitlyn „kaitlyn“ Fox              |
| 5. IeSF World Championship 2013                             | Bukarest       | Tekken Tag Tournament 2 (Damen) | unbekannt    | Korea Sud                     | Russland                              | ?                                  |
| 5. IeSF World Championship 2013                             | Bukarest       | Nationenwertung                 | unbekannt    | Südkorea                      | Schweden                              | Russland                           |
| 6. IeSF World Championship 2014                             | Baku           | Dota 2                          | $ 50.000     | Newbee                        | TeamRO                                | Team Finland                       |
| 6. IeSF World Championship 2014                             | Baku           | Hearthstone                     | $ 10.000     | Amine „las3ed“ Ben Messaoud   | Urim „Yhone“ Bajrami                  | Chae „SeungJae“ Seung Jae          |
| 6. IeSF World Championship 2014                             | Baku           | StarCraft 2                     | $ 10.000     | Joo „Zest“ Sung-wook          | Anton „Zanster“ Dahlström             | Silviu „NightEnD“ Lazar            |
| 6. IeSF World Championship 2014                             | Baku           | StarCraft 2 (Damen)             | $ 5.000      | Xue „Mayuki“ Ma               | Niina „Soyhi“ Kahela                  | Emily „QueenE“ Krumlinde           |
| 6. IeSF World Championship 2014                             | Baku           | Tekken Tag Tournament 2         | $ 10.000     | Kim „JDCR“ Hyun-jin           | Mark „Kneeninho“ Andersen             | Alexandre „Predator“ Prodan        |
| 6. IeSF World Championship 2014                             | Baku           | Tekken Tag Tournament 2 (Damen) | $ 5.000      | Sofia Degay                   | Milica Tešović                        | Tuula Rantala                      |
| 6. IeSF World Championship 2014                             | Baku           | Ultra Street Fighter IV         | $ 20.000     | Lee „Infiltration“ Seon-woo   | Joni „Jonsai“ Wielert                 | Mihai „Pokeshark“ Ene              |
| 7. IeSF World Championship 2015                             | Seoul          | Hearthstone                     | unbekannt    | Miloš „d00m1n80r“ Perović     | Sanya „Ledah“ Niruttinanont           | Stefan „MooDy“ Marinescu           |
| 7. IeSF World Championship 2015                             | Seoul          | League of Legends               | unbekannt    | Südkorea                      | Volksrepublik China                   | Serbien                            |
| 7. IeSF World Championship 2015                             | Seoul          | StarCraft 2                     | unbekannt    | Joona „Serral“ Sotala         | Hu „Jieshi“ Jiajun                    | Caviar „EnDerr“ Marquises-Acampado |
| 7. IeSF World Championship 2015                             | Seoul          | Nationenwertung                 | unbekannt    | Serbien                       | Südkorea                              | Volksrepublik China                |
| 8. IeSF World Championship 2016                             | Jakarta        | CS:GO                           | $ 20.000     | ENCE eSports                  | TyLoo                                 | MVP Project                        |
| 8. IeSF World Championship 2016                             | Jakarta        | Hearthstone                     | $ 4.000      | Raffael „GameKing“ Iciren     | Kamran „Ego1st“ Gasimli               | „疾风“                             |
| 8. IeSF World Championship 2016                             | Jakarta        | League of Legends               | $ 20.000     | Südkorea                      | Philippinen                           | Serbien                            |
| 9. IeSF World Championship 2017                             | Busan          | CS:GO                           | ₩ 20,000,000 | forZe                         | Nexus Gaming                          | MVP PK                             |
| 9. IeSF World Championship 2017                             | Busan          | League of Legends               | ₩ 20,000,000 | Südkorea                      | Serbien                               | Volksrepublik China                |
| 9. IeSF World Championship 2017                             | Busan          | Tekken 7                        | unbekannt    | Andreij „Doujin“ Albar        | Nopparut „Book“ Hempamorn             | Mathieu „Kirakira“ Nguyen          |
| 10. IeSF World Championship 2018                            | Kaohsiung      | CS:GO                           | $ 20.000     | HAVU Gaming                   | Flow                                  | Nexus Gaming                       |
| 10. IeSF World Championship 2018                            | Kaohsiung      | League of Legends               | $ 20.000     | Südkorea                      | Macau                                 | Chinesisch Taipeh                  |
| 10. IeSF World Championship 2018                            | Kaohsiung      | Tekken                          | $ 4.000      | Sari „Sora“ Al-Jefri          | Daiki „Hakaioh“ Ueda                  | Kang „Chanel“ Seong-ho             |
| 2019–2020: nicht ausgetragen aufgrund der COVID-19-Pandemie |                |                                 |              |                               |                                       |                                    |
| 13. IeSF World Championship 2021                            | Eilat          | CS:GO                           | $ 20.000     | Nordmazedonien                | Rumänien                              | Ukraine                            |
| 13. IeSF World Championship 2021                            | Eilat          | Dota 2                          | $ 20.000     | Tschechien                    | Schweden                              | Kosovo                             |
| 13. IeSF World Championship 2021                            | Eilat          | eFootball                       | unbekannt    | ?                             | ?                                     | ?                                  |
| 13. IeSF World Championship 2021                            | Eilat          | Tekken                          | unbekannt    | ?                             | ?                                     | ?                                  |
| 14. IeSF World Championship 2022                            | Bali           | CS:GO                           | $ 100.000    | Nordmazedonien                | Mongolei                              | "Team IESF"                        |
| 14. IeSF World Championship 2022                            | Bali           | CS:GO (Damen)                   | $ 50.000     | Polen                         | Argentinien                           | Indonesien                         |
| 14. IeSF World Championship 2022                            | Bali           | Dota 2                          | $ 100.000    | Indonesien                    | Philippinen                           | Laos                               |
| 14. IeSF World Championship 2022                            | Bali           | eFootball                       | $ 25.000     | Elga Cahya „Elga“ Putra       | Reynaldo „Kingpes_10“ Molina Alfonsin | Mücahit „Mucahit21“ Sevimli        |
| 14. IeSF World Championship 2022                            | Bali           | Mobile Legends                  | $ 100.000    | Indonesien                    | Philippinen                           | Kambodscha                         |
| 14. IeSF World Championship 2022                            | Bali           | PUBG Mobile                     | $ 100.000    | Kasachstan                    | Brunei                                | Jordanien                          |
| 14. IeSF World Championship 2022                            | Bali           | Tekken 7                        | $ 25.000     | Atif „Atif Butt“ Ijaz         | Alexandre „AK“ Laverez                | Sergie „Sergie Mazter“ Quintanilla |
| 15. IeSF World Championship 2023                            | Iași           | CS:GO                           | $ 100.000    | Schweden                      | Deutschland                           | Serbien                            |
| 15. IeSF World Championship 2023                            | Iași           | CS:GO (Damen)                   | $ 80.000     | Niederlande                   | Argentinien                           | Vereinigte Staaten                 |
| 15. IeSF World Championship 2023                            | Iași           | Dota 2                          | $ 100.000    | Mongolei                      | Myanmar                               | Kirgisistan                        |
| 15. IeSF World Championship 2023                            | Iași           | eFootball                       | $ 20.000     | Hassan „Hassan“ Pajani        | Tsubasa „leva“ Aihara                 | Celic „TheArsenalStyle“ Valencia   |
| 15. IeSF World Championship 2023                            | Iași           | Mobile Legends                  | $ 100.000    | Philippinen                   | Indonesien                            | Saudi-Arabien                      |
| 15. IeSF World Championship 2023                            | Iași           | PUBG Mobile                     | $ 80.000     | Kirgisistan                   | Türkei                                | Rumänien                           |
| 15. IeSF World Championship 2023                            | Iași           | Tekken 7                        | $ 20.000     | Arslan „Arslan Ash“ Siddique  | Daniel „Danielmado“ Madonia           | Fahad „yOReDz“ Almutairi           |
| 16. IeSF World Championship 2024                            | Riad           |                                 |              |                               |                                       |                                    |